# Élections législatives de 1993 dans l'Hérault
Les élections législatives françaises de 1993 se déroulent les 21 et 28 mars 1993. Dans le département de l'Hérault, sept députés sont à élire dans le cadre de sept circonscriptions.

## Élus
| Circonscription | Député sortant  | Parti | Parti    | Député élu ou réélu | Parti | Parti         |
| --------------- | --------------- | ----- | -------- | ------------------- | ----- | ------------- |
| 1re             | Willy Diméglio  |       | UDF (PR) | Willy Diméglio      |       | UDF (PR)      |
| 2e              | Gérard Saumade  |       | PS       | Bernard Serrou      |       | RPR           |
| 3e              | René Couveinhes |       | RPR      | René Couveinhes     |       | RPR           |
| 4e              | Georges Frêche  |       | PS       | Gérard Saumade      |       | Divers gauche |
| 5e              | Bernard Nayral  |       | PS       | Marcel Roques       |       | UDF (CDS)     |
| 6e              | Alain Barrau    |       | PS       | Raymond Couderc     |       | UDF (PR)      |
| 7e              | Jean Lacombe    |       | PS       | Yves Marchand       |       | UDF (CDS)     |

## Positionnement des partis
Les candidats d'alliance RPR-UDF et divers droite se présentent sous la bannière de l'Union pour la France et ceux du Parti socialiste derrière l'Alliance des Français pour le Progrès. Par ailleurs, Les Verts et Génération écologie s'unissent sous l'étiquette Entente des écologistes.

## Résultats

### Résultats à l'échelle du département
| Parti          | Parti                                   | Premier tour | Premier tour | Second tour | Second tour | Sièges |
| Parti          | Parti                                   | Voix         | %            | Voix        | %           | Sièges |
| -------------- | --------------------------------------- | ------------ | ------------ | ----------- | ----------- | ------ |
|                | Union pour la démocratie française      | 66 022       | 18,15        | 101 737     | 29,71       | 4      |
|                | Rassemblement pour la République        | 62 321       | 17,14        | 102 033     | 29,79       | 2      |
|                | Divers droite                           | 5 886        | 1,62         |             |             | 0      |
|                | Union pour la France                    | 134 229      | 36,91        | 203 770     | 59,50       | 6      |
|                |                                         |              |              |             |             |        |
|                | Parti socialiste                        | 66 177       | 18,20        | 66 929      | 19,54       | 0      |
|                | Divers gauche (Maj. prés.)              | 15 964       | 4,39         | 34 738      | 10,14       | 1      |
|                | Mouvement des réformateurs              | 828          | 0,23         |             |             | 0      |
|                | Alliance des Français pour le progrès   | 82 969       | 22,81        | 101 667     | 29,68       | 1      |
|                |                                         |              |              |             |             |        |
|                | Génération écologie                     | 19 134       | 5,26         |             |             | 0      |
|                | Les Verts                               | 12 274       | 3,38         | 0           |             |        |
|                | Entente des écologistes                 | 31 408       | 8,64         |             |             | 0      |
|                |                                         |              |              |             |             |        |
|                | Front national                          | 54 010       | 14,85        | 8 625       | 2,52        | 0      |
|                | Parti communiste français               | 40 817       | 11,22        | 28 429      | 8,30        | 0      |
|                | Le Trèfle - Les nouveaux écologistes    | 7 744        | 2,13         |             |             | 0      |
|                | Extrême gauche dont LCR, LO, PT et SÉGA | 4 424        | 1,22         | 0           |             |        |
|                | Divers dont PLN et CPNT                 | 3 390        | 0,93         | 0           |             |        |
|                | Extrême droite                          | 3 046        | 0,84         | 0           |             |        |
|                | Mouvement des citoyens                  | 1 637        | 0,45         | 0           |             |        |
|                |                                         |              |              |             |             |        |
| Inscrits       | Inscrits                                | 552 587      | 100,00       | 552 577     | 100,00      | 7      |
| Abstentions    | Abstentions                             | 168 802      | 30,55        | 168 636     | 30,52       |        |
| Votants        | Votants                                 | 383 785      | 69,45        | 383 941     | 69,48       |        |
| Blancs et nuls | Blancs et nuls                          | 20 111       | 5,24         | 41 450      | 10,8        |        |
| Exprimés       | Exprimés                                | 363 674      | 94,76        | 342 491     | 89,2        |        |

### Résultats par circonscription

#### Première circonscription (Montpellier-Sud)
| Candidat       | Candidat                     | Parti          | Premier tour | Premier tour | Second tour | Second tour |  |
| Candidat       | Candidat                     | Parti          | Voix         | %            | Voix        | %           |  |
| -------------- | ---------------------------- | -------------- | ------------ | ------------ | ----------- | ----------- |  |
|                | Willy Diméglio sortant réélu | UDF (PR)       | 14 661       | 39,44        | 20 819      | 70,71       |  |
|                | Alain Jamet                  | FN             | 6 763        | 18,2         | 8 625       | 29,29       |  |
|                | Josette Claverie             | PS (ADFP)      | 6 246        | 16,8         |             |             |  |
|                | Christophe Morales           | GÉ (EÉ)        | 3 966        | 10,67        |             |             |  |
|                | Marylise Blanc               | PCF            | 2 443        | 6,57         |             |             |  |
|                | Colette Boquet               | LT-LNÉ         | 1 094        | 2,94         |             |             |  |
|                | Nathalie Piquemal            | LCR            | 687          | 1,85         |             |             |  |
|                | Monique Veissier             | Divers droite  | 479          | 1,29         |             |             |  |
|                | Philippe Augé                | MDR            | 394          | 1,06         |             |             |  |
|                | André Troise                 | AP             | 257          | 0,69         |             |             |  |
|                | Michel Plantié               | PLN            | 179          | 0,48         |             |             |  |
|                |                              |                |              |              |             |             |  |
| Inscrits       | Inscrits                     | Inscrits       | 60 589       | 100,00       | 60 591      | 100,00      |  |
| Abstentions    | Abstentions                  | Abstentions    | 21 324       | 35,19        | 24 036      | 39,67       |  |
| Votants        | Votants                      | Votants        | 39 265       | 64,81        | 36 555      | 60,33       |  |
| Blancs et nuls | Blancs et nuls               | Blancs et nuls | 2 096        | 5,34         | 7 111       | 19,45       |  |
| Exprimés       | Exprimés                     | Exprimés       | 37 169       | 94,66        | 29 444      | 80,55       |  |

#### Deuxième circonscription (Montpellier-Nord)
| Candidat       | Candidat            | Parti          | Premier tour | Premier tour | Second tour | Second tour |  |
| Candidat       | Candidat            | Parti          | Voix         | %            | Voix        | %           |  |
| -------------- | ------------------- | -------------- | ------------ | ------------ | ----------- | ----------- |  |
|                | Bernard Serrou élu  | RPR            | 7 444        | 21,71        | 17 815      | 52,83       |  |
|                | Jean-Louis Lamarque | PS (ADFP)      | 6 595        | 19,24        | 15 905      | 47,17       |  |
|                | Danièle Santonja    | UDF (AD)       | 5 810        | 16,95        |             |             |  |
|                | René Graverot       | FN             | 4 967        | 14,49        |             |             |  |
|                | Jean-Louis Garcia   | Les Verts (EÉ) | 3 209        | 9,36         |             |             |  |
|                | Jacques Bonnet      | PCF            | 2 034        | 5,93         |             |             |  |
|                | Bernard Alibert     | diss. PS       | 1 365        | 3,98         |             |             |  |
|                | Jean-Claude Biau    | SÉGA           | 1 015        | 2,96         |             |             |  |
|                | Alice Idziak        | LT-LNÉ         | 670          | 1,95         |             |             |  |
|                | Maurice Chaynes     | LO             | 559          | 1,63         |             |             |  |
|                | Christian Schembré  | Divers droite  | 404          | 1,18         |             |             |  |
|                | Jean-Felix Degasne  | PLN            | 110          | 0,32         |             |             |  |
|                | Jean-Claude Roger   | AP             | 103          | 0,3          |             |             |  |
|                |                     |                |              |              |             |             |  |
| Inscrits       | Inscrits            | Inscrits       | 54 726       | 100,00       | 54 725      | 100,00      |  |
| Abstentions    | Abstentions         | Abstentions    | 18 858       | 34,46        | 18 167      | 33,2        |  |
| Votants        | Votants             | Votants        | 35 868       | 65,54        | 36 558      | 66,8        |  |
| Blancs et nuls | Blancs et nuls      | Blancs et nuls | 1 583        | 4,41         | 2 838       | 7,76        |  |
| Exprimés       | Exprimés            | Exprimés       | 34 285       | 95,59        | 33 720      | 92,24       |  |

#### Troisième circonscription (Lunel)
| Candidat       | Candidat                      | Parti          | Premier tour | Premier tour | Second tour | Second tour |  |
| Candidat       | Candidat                      | Parti          | Voix         | %            | Voix        | %           |  |
| -------------- | ----------------------------- | -------------- | ------------ | ------------ | ----------- | ----------- |  |
|                | René Couveinhes sortant réélu | RPR (UPF)      | 24 120       | 39,94        | 35 120      | 59,44       |  |
|                | Jean Valès                    | PS (ADFP)      | 11 379       | 18,84        | 23 965      | 40,56       |  |
|                | Jean-Louis Pelletier          | FN             | 10 194       | 16,88        |             |             |  |
|                | Bruno Gutierrez               | Les Verts      | 5 656        | 9,37         |             |             |  |
|                | Alain Boissonade              | PCF            | 4 984        | 8,25         |             |             |  |
|                | Odette Monteillard            | LT-LNÉ         | 1 681        | 2,78         |             |             |  |
|                | Michel Labonne                | MDC            | 1 637        | 2,71         |             |             |  |
|                | Claude Troise                 | AP             | 738          | 1,22         |             |             |  |
|                |                               |                |              |              |             |             |  |
| Inscrits       | Inscrits                      | Inscrits       | 91 092       | 100,00       | 91 120      | 100,00      |  |
| Abstentions    | Abstentions                   | Abstentions    | 27 100       | 29,75        | 26 562      | 29,15       |  |
| Votants        | Votants                       | Votants        | 63 992       | 70,25        | 64 558      | 70,85       |  |
| Blancs et nuls | Blancs et nuls                | Blancs et nuls | 3 603        | 5,63         | 5 473       | 8,48        |  |
| Exprimés       | Exprimés                      | Exprimés       | 60 389       | 94,37        | 59 085      | 91,52       |  |

#### Quatrième circonscription (Lodève)
| Candidat       | Candidat               | Parti          | Premier tour | Premier tour | Second tour | Second tour |  |
| Candidat       | Candidat               | Parti          | Voix         | %            | Voix        | %           |  |
| -------------- | ---------------------- | -------------- | ------------ | ------------ | ----------- | ----------- |  |
|                | Maurice Bousquet       | RPR (UPF)      | 20 316       | 29,53        | 33 175      | 48,85       |  |
|                | Gérard Saumade élu     | diss. PS       | 14 599       | 21,22        | 34 738      | 51,15       |  |
|                | Georges Frêche sortant | PS (ADFP)      | 11 825       | 17,19        |             |             |  |
|                | Louis Pascal           | FN             | 8 196        | 11,91        |             |             |  |
|                | Jacques Garriga        | GÉ (EÉ)        | 4 840        | 7,03         |             |             |  |
|                | Michel Tali            | PCF            | 4 793        | 6,97         |             |             |  |
|                | Serge Fleurence        | SÉGA           | 1 037        | 1,51         |             |             |  |
|                | Aimé Guibert           | Divers droite  | 921          | 1,34         |             |             |  |
|                | Martine Appriou        | PT             | 641          | 0,93         |             |             |  |
|                | Maurice Cazorla        | Divers droite  | 488          | 0,71         |             |             |  |
|                | Yves Massias           | Divers         | 449          | 0,65         |             |             |  |
|                | Maria Fourcade         | LT-LNÉ         | 373          | 0,54         |             |             |  |
|                | Philippe Baume         | AP             | 328          | 0,48         |             |             |  |
|                |                        |                |              |              |             |             |  |
| Inscrits       | Inscrits               | Inscrits       | 98 869       | 100,00       | 98 850      | 100,00      |  |
| Abstentions    | Abstentions            | Abstentions    | 26 638       | 26,94        | 24 977      | 25,27       |  |
| Votants        | Votants                | Votants        | 72 231       | 73,06        | 73 873      | 74,73       |  |
| Blancs et nuls | Blancs et nuls         | Blancs et nuls | 3 425        | 4,74         | 5 960       | 8,07        |  |
| Exprimés       | Exprimés               | Exprimés       | 68 806       | 95,26        | 67 913      | 91,93       |  |

#### Cinquième circonscription (Pézenas)
| Candidat       | Candidat                 | Parti          | Premier tour | Premier tour | Second tour | Second tour |  |
| Candidat       | Candidat                 | Parti          | Voix         | %            | Voix        | %           |  |
| -------------- | ------------------------ | -------------- | ------------ | ------------ | ----------- | ----------- |  |
|                | Marcel Roques élu        | UDF (CDS)      | 15 426       | 28,59        | 27 809      | 50,68       |  |
|                | Bernard Nayral sortant   | PS (ADFP)      | 12 270       | 22,74        | 27 059      | 49,32       |  |
|                | Jean-Louis Bousquet      | PCF            | 8 206        | 15,21        |             |             |  |
|                | Jacques Denis            | FN             | 6 240        | 11,56        |             |             |  |
|                | Michel-Henri Palau       | diss. RPR      | 3 594        | 6,66         |             |             |  |
|                | Jean Coupiac             | Les Verts (EÉ) | 3 409        | 6,32         |             |             |  |
|                | Georges Cabanes          | CPNT           | 2 321        | 4,3          |             |             |  |
|                | Marie-Noëlle Douce       | LT-LNÉ         | 1 470        | 2,72         |             |             |  |
|                | Alain Ricard             | AP             | 590          | 1,09         |             |             |  |
|                | Andre-Bernard Beauverger | MDR            | 434          | 0,8          |             |             |  |
|                |                          |                |              |              |             |             |  |
| Inscrits       | Inscrits                 | Inscrits       | 82 149       | 100,00       | 82 133      | 100,00      |  |
| Abstentions    | Abstentions              | Abstentions    | 24 583       | 29,92        | 21 719      | 26,44       |  |
| Votants        | Votants                  | Votants        | 57 566       | 70,08        | 60 414      | 73,56       |  |
| Blancs et nuls | Blancs et nuls           | Blancs et nuls | 3 606        | 6,26         | 5 546       | 9,18        |  |
| Exprimés       | Exprimés                 | Exprimés       | 53 960       | 93,74        | 54 868      | 90,82       |  |

#### Sixième circonscription (Béziers)
| Candidat       | Candidat             | Parti          | Premier tour | Premier tour | Second tour | Second tour |  |
| Candidat       | Candidat             | Parti          | Voix         | %            | Voix        | %           |  |
| -------------- | -------------------- | -------------- | ------------ | ------------ | ----------- | ----------- |  |
|                | Paul-Henri Cugnenc   | RPR            | 10 441       | 20,93        | 15 923      | 42,98       |  |
|                | Raymond Couderc élu  | UDF (PR)       | 10 403       | 20,85        | 21 128      | 57,02       |  |
|                | Alain Barrau sortant | PS (ADFP)      | 8 372        | 16,78        |             |             |  |
|                | Yves Untereiner      | FN             | 7 895        | 15,83        |             |             |  |
|                | Guy Bousquet         | PCF            | 7 136        | 14,3         |             |             |  |
|                | Jean-Paul Coulouma   | GÉ (EÉ)        | 3 846        | 7,71         |             |             |  |
|                | Corinne Raupp        | LT-LNÉ         | 1 288        | 2,58         |             |             |  |
|                | Robert Sanchez       | AP             | 507          | 1,02         |             |             |  |
|                |                      |                |              |              |             |             |  |
| Inscrits       | Inscrits             | Inscrits       | 76 258       | 100,00       | 76 266      | 100,00      |  |
| Abstentions    | Abstentions          | Abstentions    | 23 693       | 31,07        | 29 516      | 38,7        |  |
| Votants        | Votants              | Votants        | 52 565       | 68,93        | 46 750      | 61,3        |  |
| Blancs et nuls | Blancs et nuls       | Blancs et nuls | 2 677        | 5,09         | 9 699       | 20,75       |  |
| Exprimés       | Exprimés             | Exprimés       | 49 888       | 94,91        | 37 051      | 79,25       |  |

#### Septième circonscription (Sète)
| Candidat       | Candidat             | Parti          | Premier tour | Premier tour | Second tour | Second tour |  |
| Candidat       | Candidat             | Parti          | Voix         | %            | Voix        | %           |  |
| -------------- | -------------------- | -------------- | ------------ | ------------ | ----------- | ----------- |  |
|                | Yves Marchand élu    | UDF (CDS)      | 19 722       | 33,33        | 31 981      | 52,94       |  |
|                | François Liberti     | PCF            | 11 221       | 18,96        | 28 429      | 47,06       |  |
|                | Roselyne Vialles     | FN             | 9 755        | 16,48        |             |             |  |
|                | Jean Lacombe sortant | PS (ADFP)      | 9 490        | 16,04        |             |             |  |
|                | Yves Piétrasanta     | GÉ (EÉ)        | 6 482        | 10,95        |             |             |  |
|                | Serge Cosentino      | LT-LNÉ         | 1 168        | 1,97         |             |             |  |
|                | Hector Maitres       | AP             | 523          | 0,88         |             |             |  |
|                | Dagmar Michel        | Extrême gauche | 485          | 0,82         |             |             |  |
|                | Jacques Tudez        | PLN            | 331          | 0,56         |             |             |  |
|                |                      |                |              |              |             |             |  |
| Inscrits       | Inscrits             | Inscrits       | 88 904       | 100,00       | 88 892      | 100,00      |  |
| Abstentions    | Abstentions          | Abstentions    | 26 606       | 29,93        | 23 659      | 26,62       |  |
| Votants        | Votants              | Votants        | 62 298       | 70,07        | 65 233      | 73,38       |  |
| Blancs et nuls | Blancs et nuls       | Blancs et nuls | 3 121        | 5,01         | 4 823       | 7,39        |  |
| Exprimés       | Exprimés             | Exprimés       | 59 177       | 94,99        | 60 410      | 92,61       |  |